# 立花宗茂
立花 宗茂（たちばな むねしげ）は、安土桃山時代から江戸時代初期にかけての武将、大名。豊後国国東郡筧（現在の大分県豊後高田市）に生まれる。大友氏の一族で重臣。陸奥国棚倉藩主、筑後国柳河藩初代藩主。関ヶ原の戦いで改易後、大名として復帰した武将は他にも10名程いるが、旧領を回復した武将は宗茂ただ一人である。
なお、宗茂は晩年の名乗りであり、幾度も名前を変えているが、本項では便宜的に宗茂で統一する。

## 生涯

### 生い立ち〜立花家相続
永禄10年（1567年）8月18日、豊後・国東郡筧（大分県豊後高田市）に大友氏の重臣の吉弘鎮理（のちの高橋紹運）の長男として生まれたとされる。幼名は千熊丸で、後に弥七郎と改める。永禄12年（1569年）、父の鎮理が前年に高橋鑑種が討伐されて絶えた高橋氏の名跡を継いだため、高橋氏の跡取りとして育てられ、主君大友義統より編諱を賜り元服し高橋統虎（むねとら）と名乗る。
天正9年（1581年）、7月27日、実父紹運の手勢の一部を率いて、友軍の立花道雪とともに出陣し、秋月氏と筑紫氏らとの第二次太宰府観世音寺の戦い（第二次太宰府石坂の戦いとも）で初陣を飾り、150人を率いて敵軍の側面を襲撃、騎射で秋月方の勇将・堀江備前の左腕に鏑矢を命中させた。左腕の自由を奪われた堀江は大長刀を捨てて宗茂に組みかかって来たが、相撲得意の宗茂は彼を圧倒し、家臣の萩尾治種（萩尾大学麟可）が堀江を討ち取って手柄を立てた。
同年8月、男児の無かった大友氏の重臣の戸次鑑連（立花道雪）が宗茂を養嗣子として迎えたいと希望してきた。紹運は宗茂の優秀な器量と、自身の長男であるという理由から最初は拒絶しようとしたが、道雪が何度も請うてきたために拒絶できず、8月18日、宗茂を道雪の養子として出している
。このとき、宗茂は道雪の娘の誾千代と結婚して婿養子となり、名字も戸次（べっき）と改め、誾千代に代わって道雪から家督を譲られた。
同年11月6日には養父の道雪・実父の紹運と共に嘉麻・穂波の地に出陣。立花・高橋の軍勢は朽網鑑康の救援に向かう途中で、鑑康が秋月種実や問註所鑑景（統景の大叔父）との原鶴の戦いで戦闘した後に無事撤退との情報を知り撤退したが、その最中に秋月軍の追撃を受けた。両方の激戦は立花高橋300余、秋月760の合わせて1,000を超える死傷者を出し、当地には千人塚の名が残された。
天正10年（1582年）4月16日、秋月氏・原田氏・宗像氏の連合軍2,000との岩戸の戦いでは500の伏兵を率いて立花道雪の本隊1,000が敵軍に包囲された時、先に宗茂隊の300が鉄砲で側面から奇襲して、残る兵200は薦野増時が指揮して偽の旗を立てて大友氏の援軍が来ると見せかけ、遂に敵軍の包囲を解かせた。さらに宗茂は薦野増時・由布惟信・小野鎮幸ら1,000騎を率いて、岩門庄久辺野に砦を築いていた原田氏の将の笠興長隊300人を駆逐し150人を討ち取って、西の早良郡まで追撃し原田親秀の早良城を焼き落城させる功を挙げている。
11月18日、立花山城で「御旗・御名字」の祝いを行い、名を戸次弥七郎から立花左近将監に改めた。12月22日の宗像領侵攻にも道雪に従って出陣した。
天正11年（1583年）3月17日の吉原口防戦にて吉原貞安を討ち取って、4月23日宗像氏貞の居城許斐山（このみやま）城と杉連並の龍徳城を落城や降伏させた。
天正12年（1584年）8月、道雪・紹運は大友氏の筑後奪回戦に参陣。宗茂は道雪出陣後、1,000程の兵力とともに立花山城の留守を預かる事となった。天正13年（1585年）3月、秋月種実率いる8,000の兵が攻め寄せて来たが、まず謀叛の素振りをみせた桜井中務・治部兄弟を粛清し、兵を三隊に分けて果敢に城から出て、夜襲や火計で敵本陣に同士討ちを起こさせてこれを撃破し更に西の早良郡の曲淵房助や副島放牛が拠る飯盛城など龍造寺氏の城砦を襲撃した。
立花・高橋軍は龍造寺・島津勢を破って筑後国の大半を奪回したが、天正13年（1585年）9月11日に道雪が病死すると事態は急変し、筑後における大友軍の将兵は一気に厭戦気分が高まってしまう。

### 豊臣時代
天正14年（1586年）、島津忠長・伊集院忠棟ら島津軍5万が筑前国に侵攻し、実父紹運は岩屋城にて徹底抗戦の末に討ち死にした（岩屋城の戦い）。このとき宗茂も立花山城で徹底抗戦し、時間稼ぎのため重臣内田鎮家の偽降の計を用いて、島津本陣への奇襲を成功させ、数百人の首級をあげた。この内に8月18日も岩戸にて兵糧を準備する原田信種勢2,000を伏兵で撃退し700余の首を取った。8月20日にも秋月種長隊2,000を奇襲し400余の死傷を出させたが、島津軍は紹運との戦いですでに消耗していたため、8月24日に撤退した。このとき宗茂は、友軍を待たずに島津軍を追撃して数十の首級をあげ、高鳥居城を攻略、火計で岩屋・宝満の2城を奪還する武功を挙げている。このとき秀吉は宗茂を「その忠義も武勇も九州随一である（原文：その忠義、鎮西一。その剛勇、また鎮西一。）」、「九州の逸物」と高く評価したという。
天正15年（1587年）に秀吉の九州平定で活躍し、西部戦線の先鋒として4月初から肥後国の竹迫城・宇土城などを攻め落とした。更に南下して島津忠辰の出水城を攻め落として川内に島津忠長を撃退し、秀吉に代わって伊集院氏・祁答院氏・入来院氏から人質をとり、大口城に新納忠元を包囲した。
6月25日、秀吉はその功を認めて筑後国柳川8万石（天正18-19年間に実施された検地によると9万8百87石余）を与え、大友氏から独立した直臣大名に取り立てた。
同年9月、佐々成政移封後の肥後国で大規模な国人一揆が発生したときは、兵糧不足の佐々軍救援のため、弟の高橋統増と共に兵1,200と輜重隊を率いて出陣、一揆方南関城の守将・大津山出羽守の伏兵の計を既に察知していたため、これを逆手に取り、あらかじめ自軍を三隊に分けて伏兵を配置した。これにより、小野鎮幸率いる主力隊は肥後南関を突破し、十時甚右衛門連久と中島六郎兵衛が大津山出羽守を討ち捕らえた。
続いて宗茂は自ら先頭で指揮を取って、佐々軍の平山東・西付城を包囲する一揆方隈部氏配下の有働兼元軍を統増が率いる鉄砲隊で先制攻撃を仕掛けて、二備隊米多比鎮久の騎馬・輜重隊が兵糧・玉薬を付城へ投込、長槍の第三陣が有動軍を引きつけて永野原において撃破し有働志摩守を討ち捕らえ、火の車に喩えられるほど激しく鉄砲を繰り出した。その内、十時連貞・客将の水野勝成、安田国継ら三将の連携も大活躍したと伝わる。
立花・高橋軍は佐々軍に兵糧を支援し平山東・西付城に入城したが、一揆方（和仁親実・辺春親行・大津山家稜）3,000の兵に包囲された。宗茂はまず輜重を運輸した人夫を使って「立花軍は明日に城を出て柳川へ帰る」との偽情報を敵陣に流して油断させ、軍を三隊に分けて由布惟信と十時惟由を先鋒に任じて敵を奇襲突破したが、宗茂率いる本隊は三加和平野立尾の地で正面に和仁、左右に辺春、大津山そして後方より有働軍に挟撃され、双方の旗本武将が乱戦となる。そのとき宗茂は戸次家伝来の名刀・笈切り兼光を持ち馬上で敵兵七人を斬り伏せ、横撃して来た有働下総守と一騎討ちして討ち取った。やがて由布惟信・十時惟由の先鋒隊が反転し、小野鎮幸の後備隊が合流して、一揆軍は総崩れとなった
。
その後、街道に沿う一揆方の出城を攻め落として、捕虜を城や軍隊の前に置くことで一揆軍の攻撃を避けつつ南関に近い太田黒城へ進軍したが、城将の大知越前守は弓隊を伏兵として立花軍を奇襲した。立花軍は矢の当たりにくい森の中へ500の城兵をおびき出し、十時連貞と小野鎮幸率いる300が反転して迎撃、そして由布惟信が郎党20人を率いて堀や木柵を越えて一番乗りの功を立て二の丸に至る。大知越前守は50騎を率いて迎撃したが、池辺永晟と一騎討ちして討たれた。この時、立花軍は1日13度戦いを行い、一揆方の城を7城も落とし、650余の敵兵を討ち取ったという武功を上げている。また一揆方の和仁三兄弟の田中城を包囲中に小早川隆景を義父とし、小早川秀包と義兄弟の契りを結ぶ。秀包と共に城内に攻め込み、宗茂自身は和仁中務少輔を討ち取った。
12月26日、佐々成政、安国寺恵瓊と共に一揆の首謀者の隈部親永の城村城を攻め落とし、隈部一族と家臣ら150人を預かり、翌年5月27日、柳川城東南隅の黒門にて、隈部一族の武士名誉を保つように、立花家臣と隈部一族と同じ数の12人(一説は隈部方は精鋭20名)の討手と真剣勝負、放し討ちにした。放し討ちの場面に震撼された監察役の浅野長政は秀吉に報告した、秀吉は「さすがは立花左近である」と宗茂を讃えた。
同年、農業用水を確保するのために矢部川を分流して、半人工運河の花宗川の開発に着手したとされる。
天正16年（1588年）5月下旬に上洛し、7月5日に従五位下侍従、28日に従四位下に叙任される。同時に羽柴の名字を名乗ることを許され、豊臣姓を下賜された。
天正18年（1590年）、小田原征伐に陣中見舞い、岩槻や江戸などに参陣。2月1日、秀吉は諸大名の前で宗茂を、「東の本多忠勝、西の立花宗茂、東西無双」と評し、その武将としての器量を高く褒め称えた。

### 文禄の役
朝鮮出兵ごろより宗茂は、統虎という名乗りから鎮虎（しげとら）、次いで宗虎（むねとら）へ名乗りを改めている。
文禄元年（1592年）からの文禄の役では小早川隆景を主将とする6番隊に2,500人の軍役を課せられて参陣している。4月、諸将と共に東萊城を攻め落とした。6月26日、宇喜多秀家の要請で火計と釣り野伏せ戦法を使って漢城北方の朝鮮軍を駆逐。漢城会議で全羅道の攻略が割り当てたられた6番隊は忠清道から南下したが、7月9日、10日の第一次錦山の戦い対高敬命7,000兵・8月9日の梁丹山の戦い対南平県監韓楯500兵・8月18日の第二次錦山の戦い対趙憲・僧将霊圭・海南県監辺応井1,300兵など数次にわたる朝鮮軍や義兵の攻撃を受けて後方を脅かされたため侵攻は停滞した。また、7月に遼東半島から来た明の援軍である祖承訓が平壌を攻撃したことにより主力の小早川隆景が漢城方面へ転出したため、宗茂率いる残存兵力は全羅道の入り口の錦山や茂朱の拠点を維持するにとどまったが、7月16日の第一次平壤の戦いは小西行長の後援として、大友義統と黒田長政と共に明の祖承訓と史儒を撃破した、後に宗茂も漢城方面への転出を命じられたため全羅道攻略を果たせなかった。
文禄2年（1593年）、李如松の率いる明軍主力が小西行長を攻撃して平壌を攻略し更に南下を始めると、1月10日に小西行長救援のため高橋統増と釣り野伏せを連携して龍泉の戦いに明の追撃軍を撃退した。
日本軍は迎撃を企画し、碧蹄館の戦いでは宗茂と高橋統増が先陣となった。
1月26日午前2時ごろ、先に森下釣雲と十時惟由ら軽兵30名が敵状を偵察。敵軍は未明の内に進軍すると予測し、午前6時ごろに碧蹄館南面の礪石嶺北側二所に布陣した。先鋒500を率いた十時惟道(十時伝右衛門連久)と内田統続は、正面に少ない軍旗を立てて兵数を少なく見せ、査大受率いる明軍2,000を誘致して、越川峠南面の弥勒院にて正面で交戦。十時惟道・内田統続・安田国継ら三将は鉄砲組の射撃で撹乱した後、真っ先に鑓を投げて数十騎を突落し、抜刀組が明軍騎兵に斬りかかって奮戦。敵軍を望客峴という小山まで押し込む。ここで、査大受の本隊が左右から救援に駆けつけ、十時の部隊を包囲。十時勢は鉄砲でこれに応戦するが、敵の霹靂砲の砲撃を受けて窮地になった。やがて十時は手勢を回転して明・朝鮮軍の中央を突破し中陣と替わる。
そこで中陣の戸次統直は強弓を引いて20余りの敵兵を射落し援護した。しかし惟道は李如梅の毒矢を受け、帰陣して間もなく戦死
旗奉行の池辺永晟も惟道負傷後は先鋒隊の指揮を暫任し中陣と替わるを成功させたが、後の突撃戦で戦死した。
宗茂と統増の本隊2,000は、先鋒の惟道らと中陣700の小野鎮幸・米多比鎮久を陣替する際に、統増と戸次鎮林を陣頭に立て、疾風の如く馳せて左側面から敵後詰の高彦伯の朝鮮軍数千を奇襲し撃退。さらに宗茂は800騎の堅固な備えを率いて明・朝鮮軍を猛烈突撃し、戦果を拡大した。
寡兵の立花・高橋勢はこの緒戦で奮戦した後、越川峠北方右側にて軍を休息させた。のち小早川隆景など日本軍先鋒隊が来ると疲労の深い立花勢を後方に下げ、西方の小丸山に移陣した
午前11時ごろ、小丸山から北への丘の森陰に移動し、数が多い敵軍への恐怖を鎮めるため、兵卒たちを”敵を背にして陣す”と埋伏させた。高陽原にて小早川隆景の先鋒の粟屋景雄と井上景貞が明・朝鮮軍を牽制する際、戦機を捉えるように、朝とは逆に兵一人に三本の軍旗を背負し現わせて、敵軍に「日本軍は大軍である」と騙した。そして先に立花成家が率いる200挺の鉄砲隊で三連射、長刀や長槍を高く揚げて白い刃と300名ほどの将兵が被る金兜で日光を反射させ、敵の将兵の目を晦ませて左側面から突撃する。立花・高橋軍およそ3,000は敵本陣へ強襲し白兵乱戦になるも、宗茂自身は馬に乗って飛将のように飛び出して長槍や長刀を提げ、一騎駆し敵将兵15人を討ち取り。直次も雷のような大声をあげ奮迅突撃し、全軍は敵数千騎を討ち取った。
立花・高橋軍は善戦しながらも高陽原から北へ敵本陣の碧蹄館に進撃。明・朝鮮軍を同士討ちさせ、小早川隆景・小早川秀包・筑紫広門・毛利元康・吉川広家・宇喜多秀家らが三方より明軍を包囲した。このとき立花軍の金備え先鋒隊長の安東常久は李如松と一騎討ちして落馬させたが、李如梅の矢を受けて戦死。その後、明副総兵の楊元が火軍（火器装備部隊）を率いて援軍に来るも宇喜多軍の戸川達安ともにこれを撃破。恵陰嶺を越え坡州への虎尾里までの追撃戦は立花軍が敵を六ヶ所破った。この戦いで、もう一人の金備え先鋒隊長の小野成幸や与力衆の小串成重・小野久八郎と一門の戸次鎮林、そして高橋家中の今村喜兵衛・井上平次・帆足左平・梁瀬新介も戦死したが、李如松の親衛隊も李有升など80余名戦死した。大きな被害を出しながらも立花軍が明軍を食い止めたために戦機が生まれ、小早川隆景などの日本軍が明軍を撃破した。宗茂はこの激戦で騎馬まで血塗れとなり、敵の兜首を二つずつ鞍の両側に付け、刀は歪んで鞘に戻せなくなったという。小早川隆景は「立花家の3,000は他家の1万に匹敵する」と評価し、秀吉からも「日本無双の勇将たるべし」との感状を拝領した。また、諸将からその戦功を称賛する書状も貰った。
6月の第二次晋州城攻防戦では、小早川隆景などの5番隊として明・朝鮮軍の後巻き部隊を牽制し、援軍を寄せ付けなかった。
上記とは別に次の武勇伝が伝わっている。
- 攻城戦前、晋州城東北方の星州に明副総兵劉綎ら約三万余の明軍を各地に駐屯した。6月14日、宜寧に集結していた朝鮮都元帥金命元・平安巡辺使李薲・全羅巡察使権慄・全羅兵使宣居怡・防禦使李福男・助防将李継鄭・鄭名世・慶尚左兵使高彦伯・右兵使崔慶会・忠清兵使黄進・京畿助防将洪季男・星州牧使郭再祐・倡義使金千鎰・義兵高従厚などの朝鮮軍5万余は咸安に到着して日本軍の進軍を止めさせたが[172]、日本軍先鋒隊の立花宗茂、高橋統増、小早川秀包と共に兵4千で釣り野伏せ戦法を連携してこれを敗走させた。朝鮮軍の一部は15日に全州へ撤退し、金千鎰を主に一部の朝鮮軍は晋州城に入った。このため日本軍は昌原より咸安・宜寧を通過して晋州城へ進軍した。
- 文禄2年（1593年）9月2日、問註所統景・問註所正白兄弟は小早川秀包の先鋒になって明の劉綎と晋州城外西南方二十里の河東郡に遭遇し以下数百兵が戦死した、宗茂は敗れた小早川軍を救援のため劉綎と対戦し、劉綎は敗れて晋州城に退却した[173]。

同年後半から文禄4年（1595年）前半ごろの名は正成、さらに親成と改めている。同文禄4年から5年まで実施された検地による一部の領地異動に伴い朝鮮の戦功で加増することを含む意味もあり、その結果俸禄は13万2千83石になって、軍役数も従前の倍にあたる５千人を賦課されることになる。

### 慶長の役
慶長2年（1597年）からの慶長の役では侵攻軍には編入されず、最初は2月21日の部署命令で安骨浦城、3月28日に釜山の守備を命ぜられた。9月16日、侵攻軍のうち井邑会議に参集した諸将は今後の作戦展望として連署注進状を秀吉に送っており、その中で「南部再布陣の当初計画では釜山の守備について日本と結ぶ重要拠点であるため、当初計画した若い立花宗茂から豊臣政権に信望高い老将の毛利吉成に変更したい」との要請を行い 、最終的に翌年3月13日、18日に秀吉の命令で、吉成は釜山、宗茂は固城守備が割り当てられた。
慶長2年12月22日から翌年1月4日までの第一次蔚山城の戦いでは、安骨浦倭城や南海などの倭城の守備に就いており、一揆掃討のため、後援部隊として釜山浦を出発したのは先行部隊より二日遅れであったが、1月2日未明には西生浦倭城に到着し先行していた諸将と合流して軍議を行って、1月4日に戦闘を参加したとされる。
慶長3年（1598年）、3月18日に小早川秀包、筑紫広門、高橋統增と共に固城守備に任じられたが、8月25日、豊臣秀吉は再び部隊の配置を変更し、小西行長、島津義弘、加藤清正、毛利吉成、立花宗茂、高橋統増、黒田長政、鍋島直茂らを釜山の守備に転進させた。また、小早川秀包、筑紫広門、寺沢正成は対馬の豊崎において警備にあたった。
9月、明・朝鮮軍による蔚山・泗川・順天への三方面同時攻勢の第二次蔚山城の戦い際には、固城または釜山の守備に就いていた宗茂は島津忠恒より泗川攻撃の通報を受けて9月28日付書状で返信を行っており、戦闘には参加しなかったはずだが、実際に参加していた可能性はある。
秀吉が死去すると朝鮮に派遣されていた日本軍に撤退命令が下ったが、順天倭城で小西行長らが海上封鎖を受け撤退を阻まれていることを知ると、弟の高橋直次・宗義智・寺沢広高・小早川秀包・筑紫広門らと共に水軍を編成した。まずは泗川倭城へ進軍、城を包囲する敵軍船の一部を宗茂が突破し、島津義弘も同時に城から打って出て無事に立花らの軍勢と合流した。続いて順天倭城へ向かう途中に陳璘率いる明水軍や李舜臣率いる朝鮮水軍と遭遇して戦い（露梁海戦）、行長らの救出を成功させ、朝鮮軍船60艘を捕獲した。この戦いについて、島津家臣の川上久国は自身の日記で海戦にも敵の偵察を用心し、善戦した立花高橋軍に比べ自軍の死傷甚大を嘆いていると記述した。
上記の他に次のような武勇伝も伝わっている。
- 慶長3年（1598年）第一次蔚山の戦いの時、日本軍諸将は救援のため釜山から出て蔚山へ進軍した。1月2日、明将の高策[191]率いる明軍2万2千、朝鮮軍3万[注釈 32]は日本軍本陣を襲撃するために釜山へ進軍、般丹[注釈 33]に現れた。本陣の宇喜多秀家は、安骨浦倭城にいる宗茂に呼びかけて釜山へ出撃を求めた。宗茂は精鋭800の兵を率いて夜襲と火計を用い、敵軍を撃破して700の首級を挙げる戦功を立てた。これは般丹の戦いと称えられたという[192]。続いて後援部隊として釜山浦から出発することは先行部隊より二日遅れであったが、1月2日未明には西生浦倭城に到着し、先行の諸将と合流して軍議を行った。1月4日には吉川広家[193]ら日本軍諸将と連携し、明・朝鮮連合軍を撃退した[194][195][196]。
- 明将の麻貴率いる明・朝鮮軍29,500人が蔚山倭城を再度攻撃し（第二次蔚山城の戦い）、守備に当たった加藤清正が包囲され窮地に陥っていることを知ると、釜山で近所の日本軍諸将は会議を行う。日夜対策が評議されたがなかなか結論が出ず、議論を聞いていた宗茂もしびれを切らし「評定のみに日を送っても無駄なことです。思いますに、まず蔚山城の敵を追い払えば泗川の敵は退き、泗川の敵が退却すれば順天の敵もおのずから退却いたすでありましょう。拙者が蔚山城を救援いたしましょう」と進言した。それを聞いた総大将・小早川秀秋は「それはよいことを申された。わずか3,000にも満たない兵であれば、万一やり損なっても味方の難儀にはなりますまい」と言い放った。宗茂はわずか1,000の兵を率いて救援に駆けつけ、まず500の兵で暁霧に乗じて奇襲を敢行し、さらに別の500の兵が鉄砲で攻撃して、明軍5,000人の先陣を撃退した。兵力は寡少であったが、引き続く追撃によって敵軍に大軍が襲来したと誤認させた。続いて、逆に自軍が寡兵であるという情報を敵陣に拡散して逆襲を誘うべく、捕虜とした敵兵40余人を解放した。その夜、偽の陣地や営火を設け、伏兵を潜ませて待ち構え、長蛇の陣形で襲来した明軍を分断し、撃破した[197]。翌日には蔚山城に接近し、清正と挟撃して明軍を撤退させた。戦後、ともに蔚山城に入城し、清正から「日本軍第一の勇将」と絶賛された[198][194][199][200][201]。

なお、これらの武勇伝は同時代史料に記録が無く、話の信憑性には疑問符が付く。しかし、立花家臣の十時惟由（但馬）と米多比鎮久（立花丹波）は二人自身の覚書で両度の蔚山戦闘の記述がある。

### 関ヶ原の戦い
慶長5年（1600年）、関ヶ原の戦いでは、その直前に徳川家康から法外な恩賞を約束に東軍に付くように誘われたが、宗茂は「秀吉公の恩義を忘れて東軍側に付くのなら、命を絶った方が良い」と言い拒絶した。家中でも重臣の薦野増時は西軍に勝ち目なしと東軍への味方を進言したが、「勝敗に拘らず」と増時を留守に残し西軍に参加した。そして石田三成率いる西軍に属し、伊勢方面に進出する。
その後、毛利元康・毛利秀包（小早川秀包）・宗義智・筑紫広門と共に東軍の京極高次が守る大津城を攻めた（大津城の戦い）。
9月11夜から12日の夜明けまでに、宗茂は城方の夜襲を予見し、更に家臣の十時連貞が敵将の丸毛萬五郎・箕浦備後・三田村安右衛門三人を捕縛した。
12日の戦では高さ一間の土塁と城からの矢弾を防ぐ竹束を置いて、千鳥掛のような幅1間半（約2.7m）、深さ1間余（約1.8m）の塹壕を掘り、ここより鉄砲射撃を行わせた。養父の道雪の発案した「早込」を用いた立花勢は他家の鉄砲隊の3倍速で銃撃し、城方は激しい銃撃に耐えられず鉄砲狭間を閉じた。
翌13日家臣の立花成家や内田統続らが城の外壁を破るに奮戦し、由布惟貞が一番乗りを果たし、続いて中江新八、清田正成らは数多く敵を斬り払うにより三の丸から二の丸まで突破したという。また、「立花勢、長等山より城中に大筒を打ち入れ、これより防戦難儀にをよぶ」と伝えている。
14日、毛利元康は大坂城からの使者・高野山の木食応其上人と新庄直忠を遣わし、降伏を勧めたが、高次はそれに従わなく徹底抗戦の構えを見せた。その時、立花宗茂が高次の一命を助けよう保証の書状を家臣の世戸口政真に矢文で大津城に立てられる高次の馬印を見事に命中、その書状の内容を読んだ高次は宗茂の厚情に感じ入り、かつ周囲の説得を受けて、遂に降参した。宗茂は一族の立花政辰を人質として城中へ送った一方、15日に高次は園城寺に入り、剃髪染衣の姿になって下城したので、宗茂はこれを受け取り、高野山へ送った。
しかし9月15日の関ヶ原本戦には大津城を攻めていたために参加できず、本戦での西軍壊滅を知って大坂城に引き返した。
大坂城に退いた後、宗茂は城に籠もって徹底抗戦しようと総大将の毛利輝元に進言したが、輝元はその進言を容れずに徳川家康に恭順したため、宗茂は自領の柳川に引き揚げた。この際、配下の鶴田四郎左衛門と風斗長左衛門両名に命じて大坂城に人質になっていた母・宋雲院と島津義弘内室を脱出させると島津夫人を島津邸に送り届け、宋雲院を伴い柳川への帰途に着いたが、犬子島（現在の大阪市西区江之子島）の関にて番卒がこれを誰何し宋雲院を抑留しようとした際には宗茂は番人全て踏み殺して急ぎ馳せ過ぎよと命じ、関を破って柳川への海路についた  。なお、柳川に引き上げる時に実父の高橋紹運の仇である島津義弘と同行した。関ヶ原で兵のほとんどを失っていた島津義弘に対し「今こそ父君の仇を討つ好機なり」といきり立つ家臣たちの進言を「敗軍を討つは武家の誉れにあらず」と言って退け、むしろ島津軍の護衛を申し出でて義弘と友誼を結び、無事に柳川まで帰りついた。
国許でも戦が起こっており、黒田孝高（如水）・加藤清正・鍋島直茂が柳川を攻める形勢となった。このとき、息子の鍋島勝茂が西軍に加担したことを挽回しようと懸命だった直茂率いる鍋島勢32,000は10月14日、二手に分かれて佐賀を進発した。これに対し立花勢は迎撃のために出陣するが、家康への恭順を示すため宗茂は城に残った。立花勢13,000のうち、城を出て八院方面へ出陣したのは家老の小野鎮幸を総大将とする約3,000である。鍋島軍は、10月16日には筑後川を渡河して立花方の海津城を落城させ、続いて10月19日朝には先鋒隊3,000が立花成家勢200の鉄砲奇襲を受け20余人が討たれたが城島城を攻略、翌10月20日に鍋島軍の先鋒軍3,000-5,000と立花勢の小野鎮幸軍1,300と激突した（江上・八院の戦い）。
立花勢先鋒の安東範久・石松政之らは鎮幸の与力・松隈小源の軍令誤伝のせいで、軍法を破って独断で開戦し、次々と鍋島勢の軍陣の中へ突入し、先鋒第三隊の立花統次は鍋島軍の陣中深くまで進んで奮戦した。鍋島勢先鋒の鍋島茂賢は本陣の五反田へ撤退したといわれている。しかし、鍋島方は、立花勢を包み込んで包囲殲滅する作戦を当初から立てており、立花方は一騎駆けで敵軍に突撃した立花統次の戦死を始め、先鋒の安東範久・石松政之もたちまち反撃を受けた。救援出陣の第二陣立花鎮実と立花親雄や新田鎮実は横合から果敢に攻めかけたが、これも後を断たれて共に戦死した。後陣の矢島重成と千手喜雲は戦を躊躇し接戦していないため、馬廻衆の安東幸貞、第三陣の若武者の十時惟久、先鋒の安東範久、石松政之も次々と戦死した。総大将の小野鎮幸は本陣前の橋を堅守して鍋島勢の包囲を受け勇戦奮戦したが、鍋島軍の反撃を受け、供回りが14・15人になるまで討ち取られた。小野自身も銃創と矢傷を負い、討死寸前となったが、水田方面の黒田如水軍を偵察していた立花成家が別動隊300を率いて敢然と奇襲をかけ鍋島勢を混乱させた隙に無事撤退した。10月21日立花勢は十時惟種、清水連元、足達勝右衛門らが兵300を率いて、北の蒲池城の鍋島軍からの挑発に対し、応戦して数人を討ち取った。
立花勢は柳川城へ篭城する構えを示したため、鍋島勢はそのまま柳川城を攻め落とそうとしたが、鍋島直茂がこれを抑え、黒田如水・加藤清正が、宗茂を説得に動き、25日宗茂は降伏開城した。
島津義弘は国許へ帰ると、宗茂から受けた恩義に報いるために柳川への援軍を送った。しかし、援軍が柳川へ到着したのは開城から3日が過ぎた後だったという。
同年11月上旬の書状で、それまでの親成を改めて政高と署名しているが、程なく11月下旬までには尚政の名乗りを用いている。

### 江戸時代
開城後は改易されて浪人となる。その器量を惜しんで加藤清正や前田利長から家臣となるように誘われるが、宗茂はこれを謝絶した。そこで清正は家臣にすることを諦め、食客として遇したという。その後、清正の元を離れ、由布惟信・十時連貞ら付き従う家臣を引き連れ浪人の身で京都に上る。
正室の誾千代は立花家改易後、肥後国玉名郡腹赤村の市蔵宅（現・熊本県玉名郡長洲町）に移り住んでいたが、慶長7年（1602年）7月ごろから病を患い、10月17日に死去した。享年34。誾千代の死により、養父の道雪の血筋は途絶えた。
誾千代が没してから、慶長8年（1603年）江戸に下った宗茂は本多忠勝の世話で、由布惟信・十時連貞など従者らとともに高田の宝祥寺を宿舎として蟄居生活を送り始め、慶長9年（1604年）忠勝の推挙で江戸城に召し出される。宗茂の実力をよく知っていた将軍・徳川家康から幕府の御書院番頭（将軍の親衛隊長）として5,000石を給されることになり、まもなく嫡男の徳川秀忠の御伽衆に列せられて慶長11年（1606年）、陸奥棚倉（南郷）に1万石を与えられて大名として復帰した。このころの名は尚政より俊正と改めている。のち慶長15年（1610年）7月25日には更に陸奥赤館・上総山辺郡2万石の加増を受けて最終的に3万石の領地高となり、このころから宗茂と名乗っている。
慶長19年（1614年）、大坂冬の陣で大御所・家康は宗茂が豊臣方に与するのを恐れて、その説得に懸命に当たったという。そして大坂夏の陣は2代将軍・徳川秀忠の麾下に列してその軍師参謀を兼ね警固を担当し、大野治房の軍勢動向を予言し的中させ、また秀忠軍の進退を指導した。さらに豊臣秀頼が出陣しないことも予言し的中させた。
戦いの末、毛利勝永の軍勢を駆逐している。元和2年（1616年）、坂崎事件に対して柳生宗矩は宗茂の計謀により、この事件をよく処理した。
元和6年（1620年）、幕府から旧領の筑後柳川10万9,200石を与えられ、関ヶ原に西軍として参戦し一度改易されてから旧領に復帰を果たした、唯一の大名となった。元和8年（1622年）、飛騨守に転任。また戦国武将としては世代が若く、伊達政宗や加藤嘉明・丹羽長重らとともに、徳川家光に戦国の物語を語る相伴衆としての役目も果たした。なお、相伴衆となった晩年は秀忠・家光に近侍して重用されたようで、将軍家の能、狂言、茶会の席や諸大名の屋敷が完成した際の披露会、上洛、大坂行き、日光社参など様々な行事に随伴している。またこのころには、健康状態（歩行）になんらかの困難があったため国元にはほとんど帰れず、特に家督を譲った後はその傾向が一層強くなり、江戸に屋敷を構えて定住して本領の統治にはほとんど関与せず、幕府の中枢を知る人物として地方の大名とのパイプ役を果たしている。
寛永15年（1638年）には前年勃発した島原の乱にも参陣し、総大将の松平信綱を輔佐した。宗茂は城兵の様子から、黒田軍への夜襲を予告し、それが的中したため、家臣たちは宗茂の観察眼の鋭さに舌を巻いたという。
軍事進言や兵糧攻めの戦略面の指揮を執り、有馬城攻城時には一番乗りを果たして昔日の勇姿を見せ、諸大名に武神再来と嘆賞された。生涯を通じて実子に恵まれなかったので、同年に家督を養子の忠茂に譲って致仕、10月20日に剃髪し立斎と号す。寛永19年（1642年）、江戸柳原の藩邸で死去した。享年76。戒名は大円院殿松隠宗茂大居士。俗名の宗茂がそのまま入っているのは、宗茂の名があまりに有名でありすぎるため、変えるに変えられずそうなった、との逸話が伝わる。

## 墓所、死後
墓所は福岡県柳川市の福巖寺と圓満山廣徳寺（東京市下谷区）。
文政3年（1820年）6月8日には宗茂に松陰霊神、妻の誾千代に瑞玉霊神の神号が贈神された。
また柳川城の北東（鬼門）に鎮座する三柱神社に、養父の立花道雪と妻の立花誾千代と共に祭神として祀られている。武神軍神、水利・干拓・開田・郷土繁栄・蘇生の守護神として、近年では功績をもって必勝・就職・再就職・復活の社として崇敬されている。

## 官位履歴
- 天正16年7月5日（1588年） - 従五位下侍従に叙任[252]。（後陽成天皇口宣案）
  - 7月28日 - 従四位下に昇任。（後陽成天皇口宣案）

- 元和8年12月27日（1622年） - 飛騨守に転任[256][257]。
- 大正4年（1915年）11月10日 - 従三位追贈[258]。

## 逸話・人物

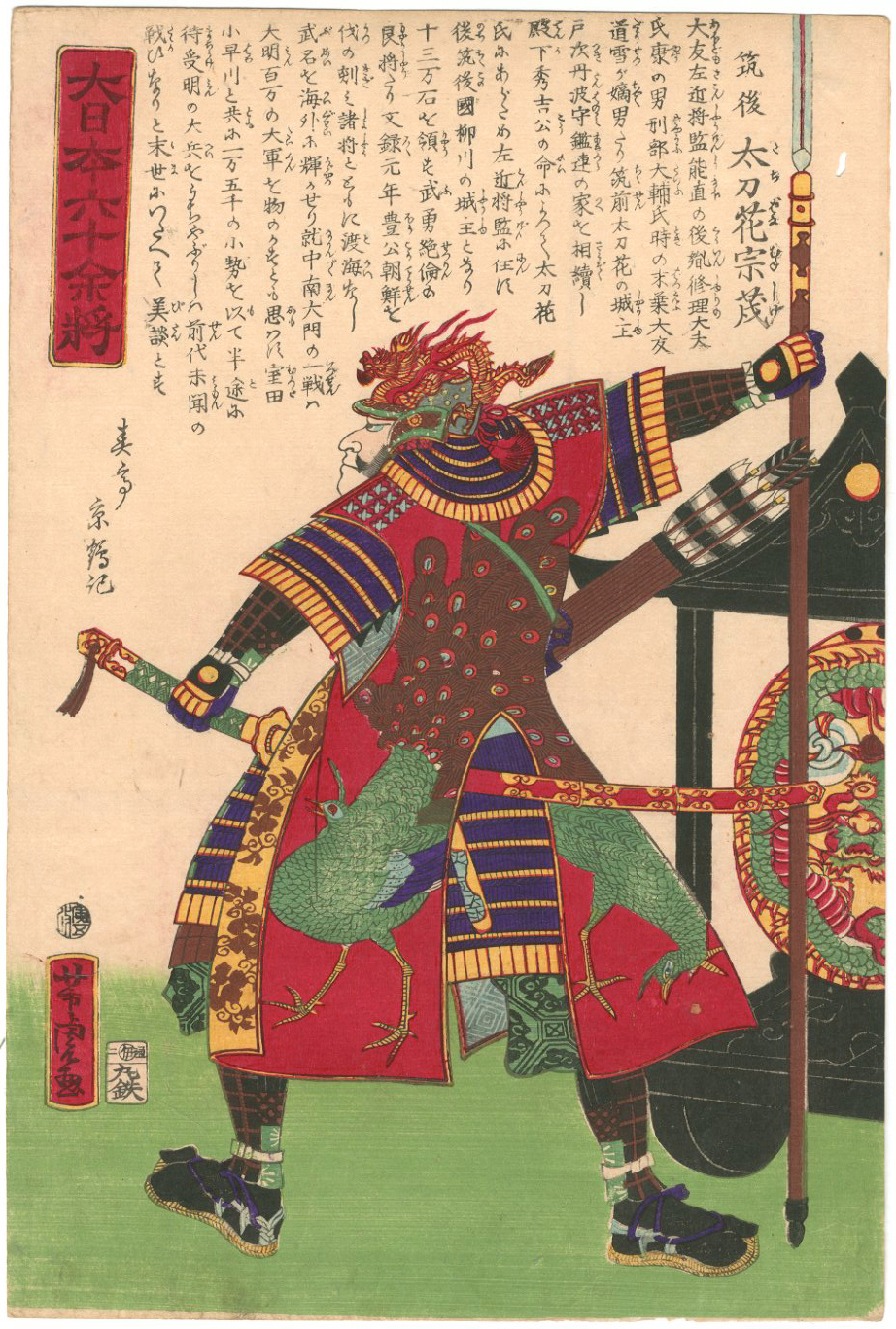
宗茂を讃える錦絵。江戸末期、歌川芳虎筆。

- 宗茂が8歳の時、見世物があった。見物中、群集の中で争論が起り、ついには殺される者がでた。人々は慌てふためき逃げ散る中、宗茂は少しも恐れる様子もなく「今日の見世物はこれで終わりか」と付き添いの者に尋ねた。早く逃げましょうという付き添いに対し宗茂は笑って「お前たちが慌てるとはおかしな事だ。我々はあの争論の相手ではないのだから、どうしてこちらに切りかかってくることがあろうか。まだ見世物も終わっていないのに、ここから立ち去る必要もあるまい」といい、すべてを見終ってから帰ったという[32][259][260]。

- 13歳の時、立花道雪の供と一緒に近くの山を散歩中、棘の付いた栗を足で踏み抜いた。当然の如く近習の者に「これを抜いてくれ」と頼むと由布惟信が駆けつけ、抜く所か逆に栗を足に押し付けた。叫び声を上げようにも近くの駕籠の中からは養父の道雪が眉を吊上げて見ており、叫ぶ事も出来ずに大変困ったと後年述懐したそうである。お坊ちゃま育ち故、立花氏に来てからは大変厳しく教育された[261][262]。

- 立花家へ婿養子に行く際に実父の高橋紹運より「高橋と立花の間に戦が起こった場合はなんとする」と問われて、高橋に味方すると答えたところ、紹運に「養子に行ったならばもはや高橋の人間ではない。立花勢の先鋒となってわしを討ち取れ。道雪殿は常日頃から未練な振る舞いを嫌っておられるので、おぬしに不覚の行跡あろうものなら義絶されよう。その時は高橋に帰ろうと思うのではなく、この剣で直ちにその場で自害せよ」と一剣（備前長光[263][264]）を渡され諭された。宗茂はその剣を紹運の形見として、終生身辺から離さなかったという[265]。

- 宗茂が肥後一揆の鎮圧に功を上げ、秀吉から加増しようと言われた際
  - 「もう自分が戦うに充分な兵力を養える領土は頂いてますので結構です。それより戦の際に、先鋒に使って頂ければ相応の働きをもって答えたいと思います」と断った。そして後の朝鮮役の大一番、碧蹄館にて先陣を任された宗茂の武は日ノ本随一と称えられることになる[266]。

- 文禄の役での碧蹄館の戦いでは敵の大軍の前にも悠然と昼食の握り飯を食べていた。この行為に疑問を持った家臣達に、昔上杉謙信が小田原攻めの時もこうしたと答えたと伝わる（小野家文書による）[267]。

- 関ヶ原の後の柳川城攻防戦で開城当日、筑後四郡の領民達は「殿様のためなら命も惜しまない」と涙ながらに降伏開城を押しとどめようとした。しかし宗茂は「気持ちは嬉しいが、皆を戦乱に巻き込みたくないのだ。分かってほしい」と答え、領民達は別れを涙ながらに宗茂を見送った[268]。また、柳川回歸の際、出迎えの子供達は、関ヶ原の後で生まれたけれども、宗茂の事蹟をよく知っていた。それ程までに領民からの信望が篤かったと言える[269]。

- 関ヶ原の戦い後の浪人時代は、京都でその日の食べ物にも事欠く生活であったとされる[248][270]、その一方で富士谷千右衛門の由緒書き上げでは、しかるべき住居があり比較的淡々と逗留生活を送っていたように書かれていて、経済的にさほど困窮していたわけではないとする指摘もある[271]。
  - 米が足りないので家臣が雑炊を作って差し出した所、宗茂は「汁かけ飯を食べたい時は、自分で飯に汁をかけるから、余計な事をするな」と怒ったと言われる。今まで裕福な暮らしをしていたので、米に困って雑炊を作るという意味がわからなかったのだという。
  - 家臣が乞食に出かける時には、宗茂が留守番をしていた。ある日家臣が残飯を干飯にするために日に干して出かけた所、その日突然雨が降ってきた。家臣たちは宗茂がちゃんと残飯を雨に濡れないように屋内に取り込んでくれたかどうかと語り合い、「そんな些細な事に気をかけるような殿では、再仕官などおぼつかないだろう」という結論になった。案の定帰宅すると、宗茂は残飯を放置して雨に濡れるままにしていた。
  - ただし、実際には有力商人や旧家臣団、加藤清正や島津氏らの支援の下、客将として支援を受けており、大名時代に比べれば経済状態は当然悪化しているが、少なくとも、その日の食事に困るような生活ではなかったので、後世に藩祖としての苦労を際立たせる為に誇張された話であろうという説もある[271]。

- 立花宗茂が老境の際、養子立花忠茂や徳川義直から戦における兵の運用に関して問われた[272]。
  - 「特別に何流の軍法を使うわけではない。常に兵士に対してえこひいきせず、慈悲を与え、国法に触れた者はその法によって対処する。したがって戦に臨むとみな一命をなげうって力戦してくれ、それがみな拙者の功になる。その他によい方法はない」[273]
  - 「大将がいかに采配をとって、ただ“進め”とか“死ね”とか言ってみても、そのような下知に従う者はいない。常々上は下を子のごとく情をかけ、下は上を親のように思うように人を使えば、下知をしなくとも思い通りに動くものだ」[273][274]
  - 「彼（敵）のなさんとするところを、先んじて我なせば、勝たざるごとなし」
  - 「かの上杉謙信公は8千程度の兵を用いて戦をするのが己に適していると言われたそうだ。かく言う自分は経験上2,000程度の兵数が手足の如く操れると感じたものだ。つまり大将の才、能力に適した兵力は大将の数だけあるという事。兵力の大小に固執するより己の武の型を見極め、それに見合った兵を揃えたほうが良い結果が得られるだろう」と語った[注釈 48]。

以上の逸話は『名将言行録』や『筑前博多史料豊前覚書』、『立斎旧聞記（続群書類従 三）』、『柳川藩叢書 第三集』などによる。
- 『名将言行録』では、宗茂のことを「人となり温純寛厚。徳ありて驕らず。功ありて誇らず。人を用ふる、己に由る。善に従ふ。流るるが如し。奸臣を遠ざけ、奢侈を禁じ、民に撫するに恩を以てし、士を励ますに、義を以てす。故に士、皆之が用たるを楽しめり。其兵を用ふるや、奇正天性に出づ、故に攻めれば必ず取り、戦へば必ず勝てり」と記しているように、宗茂はその才能を、豊臣秀吉や徳川家康からも高く評価されていた。また、宗茂の関ヶ原の戦い後からの大名としての復帰も、幕府が寛大な処置を取った稀有な例である。戦上手だけではなく、常に温厚で誠実に人に接し、そして義理堅く正直な人物などから「武士の中の武士」とも呼ばれた。

- 文武両道の名将で、連歌・書道・茶道・香道・蹴鞠・狂言・能楽[276]・笛・舞曲・料理・竹製花器・手作り仏像・弓製作など多彩の技芸にも長けていた文化人とされる[277][278][279]。
  - 剣術は丸目長恵から文禄5年（1596年）10月にタイ捨流の免許皆伝を受けている、自身も抜刀術隋変流を開祖し、後年の中村天風もその剣術を修得した[注釈 49]。
  - 弓術は天正18年（1590年）に尾村連続、慶長6年（1601年）10月には中江新八、慶長7年（1602年）には吉田茂武から日置流の免許をそれぞれ受けている[281][282][283][284]。
  - 茶道は細川忠興からも一目置かれていたようで、忠興は子の細川忠利に対して、数寄の事は宗茂を見習う事と書き記している。また、忠興から宗茂が借金をして茶器を購入したり、逆に宗茂の茶器を忠興に貸したりという文書も残っているので、茶道を通じてかなり両者の関係は親密であったと思われる[285]。
  - 香道は後陽成天皇の弟の良恕法親王より「薰物」を贈られている[286][287]。
  - 蹴鞠は飛鳥井雅春から「鞠道」の門弟として、小早川隆景とともに「紫組之冠懸」を免許されている[288]。
  - 笛は憩いのひとときに「一節切」という笛を常に吹いた。

- 酒豪かつ愛烟家でもあった。開戦の前で常に5重の大盃「沖の石」を飲み干し[289][290]、長い軍旅にも烟草を戦術を考える時や養生のために吸った[279][291][292][201]。
- 身長は着用甲冑で推断しておよそ175-180センチ程度[293]。また『左近様は背が高いため、御用馬にはあまり大きな馬をお選びにならないほうがよいでしょう』という本多忠勝からのアドバイスでも宗茂が長身の持ち主だと知られる[294][295]。

- 温厚な人物であったというのが一般的な説である。
- 正室の誾千代を弔うために、山門郡瀬高上荘の来迎寺の住職で、かつての柳川城主の蒲池鑑盛（蒲池宗雪）の孫である応誉上人を招き、良清寺を創建した。

- 『徳川実紀』では「立花飛騨守宗茂入道立斎はさる古兵にて武名一時に隠れなし。当代御咄衆の第一にて御待遇並々ならず」と記述されている。家光のころの様子について『立斎旧聞記』には「この日本の諸大名歴々たりといえども、御前にて頭巾をかぶり、殿中にて杖をつく人は宗茂の他は一人もないとのことである。今すでに、将軍の寵遇、他に超えたり」とあり、寵遇もさることながら、江戸城中においても特別扱いが許されていることが窺える。また、「御前にて頭巾（禿げ隠し）をかぶり、殿中にて杖をつく人」とあり、晩年には宗茂の健康状態に不安があったことが窺える。
- 徳川家康は宗茂を畏敬し賞賛していた。二条城に上洛した際、本多正信に、直々に絶賛した記録が残っている。武田信玄、上杉謙信、織田信長等の名だたる武将と比肩して。正信は、殿がそのように褒めるお方は誰にと問えば「家康公の仰に、天下に隠れなき立花宗茂が事よと宣ふ。」[296]
- 「西国一の猛將で、比類なき武芸の達人」（大津籠城合戦記・京極高次の家臣からの評価）
- 九州大学大学院助教授の 中野等は「激動の時代を背景に生きた、たぐい稀なる才能を持った人物だと」評している[29]。
- 菊池寛は「秀吉は、(宗茂を)本多忠勝と比べてゐるが、本多忠勝などよりも、遥に秀ぐれた武将である。」と評している[297]。
- 現在の福岡県の筑後地方南部を流れる花宗川の名は、立花宗茂の真ん中の２文字を取ったものである[298]。

## 系譜
- 父：高橋鎮種（紹運）（1548-1586）
- 母：宋雲院 - 斎藤鎮実の妹、斎藤長実の娘
- 兄弟
  - 次弟：立花直次（1572-1617）
  - 姉：甲斐/信解院 - 立花成家室[7]
  - 妹：於千代/栄長院 - 小田部統房室
  - 妹：退清院 - 大友義乗室
  - 妹：嘉也/慈光院 - 立花親家室、のち細川興元室
  - 養妹：大鳥居信岩室 - 由布惟明の娘
  - 異説：高橋市郎丸（統重）
  - 異説：某 - 萩尾大学の娘・松尾殿が産んだという男児（庶子）。新宮高橋氏の祖
- 養父：立花道雪（1513-1585）
- 正室：誾千代（1569-1602）/光照院 - 立花道雪の娘
- 継室：八千子（1568-1624）/瑞松院 - 矢島秀行[12]の娘
- 継々室：菊子（1588-1670）/長泉院 - 葉室頼宣の娘
- 養子
  - 男子：立花忠茂（1612-1675） - 立花直次の四男
  - 女子：やや[299]/宗安院 - 本多俊次正室、小田部統房の娘
  - 女子：於千 - 小野茂高室、小田部統房の娘
  - 女子：嘉也 - 立花親家室後に細川興元継室、高橋鎮種の四女、実妹
  - 女子：定照院 - 伊達宗勝継室、立花種次の娘
  - 女子：菜緒 - 今川直房正室、矢島重成の長女

## 家臣団
立花双翼
- 正将：由布惟信
- 奇将：小野鎮幸
- 副将：薦野増時、米多比鎮久

立花四天王
- 由布惟信
- 十時連貞
- 安東家忠
- 高野大膳
- 小野鎮幸（安東家忠隠居後に入れ替え）
- 薦野増時（高野大膳引退の後に入れ替え）
- 米多比鎮久（由布惟信隠居の後に入れ替え）

立花六城主
- 小野鎮幸（蒲池城）
- 薦野増時と立花成家父子（城島城）
- 由布惟信と由布惟次父子（酒見城）
- 米多比鎮久（鷹尾城）
- 立花鑑貞（安武城。文祿の役で第一次平壤の戦いに戦死した後、子の立花鎮貞(立花親家)を継領して松延城に改領した。）
- 立花鎮実（今古賀城）

その他
- 立花統春
- 立花統次
- 立花統実
- 立花親雄
- 立花親勝
- 立花親家
- 立花政辰
- 立花統直
- 立花鎮林
- 立花鎮行
- 戸次鎮秀
- 戸次親良
- 立花鎮治
- 立花家治
- 立花統貞
- 大村虎秀

- 由布惟次
- 由布惟与
- 由布惟紀
- 由布家続
- 由布惟明
- 由布惟貞
- 小野成幸
- 小野鎮矩
- 小野茂高
- 小野茂勝
- 内田鎮家
- 内田統続
- 内田連久
- 内田統永
- 安武方清
- 吉弘統幸

- 十時惟直
- 十時惟益
- 十時惟久
- 十時連秀
- 十時虎実
- 十時惟寿
- 十時惟由
- 十時惟道
- 十時新四郎
- 十時源兵衛
- 十時連久
- 十時成重
- 十時惟昌
- 因幡正良
- 城戸知正
- 城戸清種

- 安東家忠
- 安東連忠
- 安東政弘
- 安東連直
- 安東親清
- 安東省菴
- 安東家栄
- 安東範久
- 安東幸貞
- 安東常久
- 原尻鎮清
- 古荘茂郷
- 森下釣雲
- 森下規寬
- 堀秀
- 堀盛

- 斎藤統安
- 臼杵統勝
- 清水連元
- 太田成方
- 世戸口政真
- 池辺永晟
- 池辺貞政
- 佐伯惟幸
- 足達勝右衛門
- 小田部統房
- 小田部鎮教
- 米多比鎮信
- 米多比茂成
- 吉田兼正
- 吉田成兼
- 桜井正慶

- 清田正成
- 三池鎮実
- 三池親家
- 新田鎮実
- 佐田統春
- 小串成元
- 小串成信
- 小串成重
- 田原親度
- 田原直親
- 石松政之
- 京都鎮安
- 京都光兼
- 竹迫虎種
- 後藤虎種
- 綿貫吉言

- 矢島重成
- 矢島重知
- 高木賢勝
- 高木虎光
- 足達盛行
- 足達成勝
- 渡辺幸直
- 渡辺幸次
- 丹親次
- 南部行貞
- 中江二義
- 水原茂幸
- 風斗就澄
- 木付統直
- 木付茂慶
- 因幡宗糺

- 柴田勝春（善右衛門、中務）
- 白仁成忠
- 寒田重行
- 山本正勝（久弥、八右衛門）

金備隊（金甲先鋒隊、金甲の兵）
先鋒隊長：安東常久、小野成幸、立花成家
母衣武者十一騎
内田監物統続(忠兵衛)、立花三太夫統次、立花兵庫助統実(新右衛門)、足達勝右衛門、安東彦右衛門連直、清田又兵衛正成、立花五右衛門鎮治(元の姓大鶴、大津留鎮忠宗秀の子)、由布大炊介惟貞(惟時の子)、森下内匠規寬、石松安兵衛政之、堀次郎右衛門秀(又介)。また、安東孫兵衛政弘、松岡外記。
立花家四十八鷹
(道雪は車返の戦いに、白鷹が軍旗の上に集まれて勝機を導くということで（『井樓纂聞 梅岳公遺事』 p.24『立花遺香』 P.20-21）、それ以来家中精鋭の家侍48人を一隊に組む。年老・病死や戦死なのでメンバーは不特定)
立花家三十二槍柱

（与力頭32人組。大先手、物見、使番などを勤める）
世襲制。文禄4年（1595年）ごろ：
| - 小野和泉守鎮幸 - 立花鑑貞(子に織部助親家、次男は三郎右衛門政辰) - 由布七右衛門惟次(由布美作守惟信長男) - 米多比丹波守鎮久 - 立花吉右衛門成家(薦野三河守増時長男) - 内田清右衛門成員(内田出羽守鎮高次子) - 原尻宮内少輔鎮清 - 内田統続(内田壱岐守鎮家長男) - 十時新四郎(十時傳右衛門惟道の子。二代目十時傳右衛門) - 十時源兵衛(渡辺清左衛門の子・十時傳右衛門惟道婿養子、のち相模守) | - 千手平左衛門(千手鑑元の末子。千手河内守、顕孝寺存応) - 田尻八郎 - 因幡但馬入道宗糺(養子に十時連貞四男・伊兵衛正良) - 堀又介秀(堀越後守祥(東雲軒玉隱)長男) - 竹迫堪八郎虎種(竹迫五郎兵衛統種の子) - 清田又兵衛正成 - 安東彦右衛門連直(安東紀伊介家忠の孫) - 石松安兵衛政之(石松源五郎の子) - 十時但馬守惟由（子に十時市右衛門惟種） - 十時與五郎連秀(十時右近太夫惟忠の子) - 世戸口十兵衛政真 | - 由布大炊助惟時(由布甲斐守家続長男) - 足達勝右衛門(足立対馬守連安の族子) - 立花新右衛門統実(立花右衛門大夫鎮実長男) - 十時摂津守連貞 - 清水藤右衛門連元(清水和泉守実元長男) - 後藤市弥太虎種(後藤隼人佐連種の子) - 立花三太夫統次(森下備中守釣雲三子、立花次郎兵衛統春養子) - 佐伯善左衛門惟幸(佐伯喜三兵衛惟綱の子) - 池辺次郎(池辺永晟の族子) - 十時甚右衛門連久(十時甚兵衛惟之の子) - 安東孫兵衛政弘(安東紀伊守連忠の子) |

## 立花宗茂を描いた作品
小説等
- 尾崎士郎 『雲と残月』（小説新潮刊載，光風社出版、1963年）
- 海音寺潮五郎『立花宗茂』（講談社ロマンブックス、1975年）
- 滝口康彦『乱離の風 若き日の立花宗茂』（文藝春秋、1981年） ISBN 416306320X（のち人物文庫・学陽書房、2008年『立花宗茂と立花道雪』改題）ISBN 978-4-313-75232-0
- 八尋舜右『立花宗茂 秀吉が天下無双と讃えた戦国武将』（PHP文庫、2000年） ISBN 4569574211
- 童門冬二『小説 立花宗茂』上、下（学陽書房人物文庫、2001年）
上 ISBN 4313751394　下 ISBN 4313751408
- 原田種真『立花宗茂 乱世をゆく鎮西の勇将』（広済堂文庫、2001年） ISBN 4331609073
- 西津弘美『立花宗茂 士魂の系譜』（葦書房、2002年） ISBN 4751208322
- 海音寺潮五郎『剣と笛と 歴史小説傑作集』（文藝春秋、2002年） ISBN 416713540X
- 志木沢郁『立花宗茂』（学研M文庫、2004年） ISBN 4059011630
- 百目鬼涼一郎『戦国武勇伝〈1〉太閤、釜山に死す』（学習研究社、2006年） ISBN 4054031366
- 百目鬼涼一郎『戦国武勇伝〈2〉如水、筑紫に散る』（学習研究社、2007年） ISBN 4054033717
- 百目鬼涼一郎『戦国武勇伝〈3〉王者、破れる』（学習研究社、2007年） ISBN 4054036104
- 上田秀人『孤闘 立花宗茂』（中央公論新社、2009年、中山義秀文学賞受賞作） ISBN 4120040186
- 竹中亮『戦国の七人』（学研パブリッシング、2011年） ISBN 9784054051768
- 葉室麟『無双の花』（文藝春秋、2012年） ISBN 9784163810805
- 黒田如泉『名に恥ずるなく己に恥ずるなく 立花宗茂異聞』（文芸社、2012年） ISBN 9784286110653
- 羽鳥好之『尚、赫々たれ 立花宗茂残照』（早川書房、2022年） ISBN 4152101792
- 今村翔吾『立花の家風』（『戦国武将伝 西日本編』収録、PHP研究所、2023年）
- 榊山悟 『武辺の使い道〜猛きなるもの〜吉弘統幸伝』 - (株式会社ドリームキングダム編集部 2022：単行本)

伝記
- 白河鯉洋『立花宗茂』（岡村書店、1902年）
- 渡辺村男『碧蹄館大戦記』（青潮社、1922年）
- 淺川漏泉 『武神・立花宗茂(柳川藩叢書 第三集)』（昭和堂書店、1940年 、再版 青潮社、1985年）
- 古賀敏夫『長編歴史物語戦国武将シリーズ（1）立花宗茂』（九州出版社、1974年）
- 海音寺潮五郎『武将列伝（六） 立花一族』（文藝春秋、1975年） ISBN 416713506X
- 中村正夫『立花宗茂 他一篇』（メイン・スタンプ、1994年）
- 河村哲夫『立花宗茂』（西日本新聞社、1999年） ISBN 4816704884
- 三池純正『九州戦国史と立花宗茂』（洋泉社、2013年） ISBN 4800301858
- 江宮隆之『立花宗茂「義」という生き方』（新人物文庫、2014年） ISBN 4046004258
- 加来耕三『立花宗茂-戦国「最強」の武将』（中央公論新社、2021年）ISBN-10 : 4121507126

漫画
- 牧田理恵『殿しゃん！〜立花宗茂上方滞在記〜1巻』（ 新潮社、2014)　ISBN-10 : 4107717313
- 牧田理恵『殿しゃん！〜立花宗茂上方滞在記〜2巻』（ 新潮社、2014)　ISBN-10 : 4107717720
- 川原正敏『修羅の刻 新章〜西国無双編〜』（講談社、2019年)
- 中島健志『コミック版日本の歴史 戦国人物伝 立花宗茂』（監修：加来耕三、原作：静霞薫）（ポプラ社、2019年） ISBN 4591161374

楽曲
- さくらゆき『不撓不屈』（作詞：小栗さくら、作曲：伊勢賢治）

テレビドラマ
- 『葵 徳川三代』（NHK大河ドラマ、2000年）演：大和田伸也